# Anton Vogler
Anton Vogler, född 1882, var en tysk SS-Brigadeführer och generalmajor i Waffen-SS. Han var bland annat stabschef för SS-Oberabschnitt Süd och ställföreträdande befälhavare för SS-Oberabschnitt Süd med tjänstesäte i München. Därtill var han ställföreträdande Högre SS- och polischef (Höhere SS- und Polizeiführer, HSSPF) i ämbetsområdet Süd med tjänstesäte i München.

## Utmärkelser
Anton Voglers utmärkelser
- Järnkorset av första klassen
- Järnkorset av andra klassen
- Såradmärket i svart
- Krigsförtjänstkorset av första klassen med svärd
- Krigsförtjänstkorset av andra klassen med svärd
- Ärekorset
- Landesorden
- SS Hederssvärd
- SS-Ehrenring (Totenkopfring)